# Hyalogryllacris debilis
Hyalogryllacris debilis är en insektsart som först beskrevs av Brunner von Wattenwyl 1888.  Hyalogryllacris debilis ingår i släktet Hyalogryllacris och familjen Gryllacrididae. Inga underarter finns listade i Catalogue of Life.